# IJslands handbalteam (mannen)
Het IJslands handbalteam is het nationale team van IJsland voor mannen. Het team vertegenwoordigt de Handknattleikssamband Íslands.

## Resultaten

### Olympische spelen
| Jaar   | Resultaat            | Wed                  | W                    | G                    | V                    | DV                   | DT                   | DS                   |
| ------ | -------------------- | -------------------- | -------------------- | -------------------- | -------------------- | -------------------- | -------------------- | -------------------- |
| 1936   | Geen deelnamen       | Geen deelnamen       | Geen deelnamen       | Geen deelnamen       | Geen deelnamen       | Geen deelnamen       | Geen deelnamen       | Geen deelnamen       |
| 1972   | 12                   | 5                    | 1                    | 1                    | 3                    | 92                   | 90                   | +2                   |
| 1976   | Niet gekwalificeerd  | Niet gekwalificeerd  | Niet gekwalificeerd  | Niet gekwalificeerd  | Niet gekwalificeerd  | Niet gekwalificeerd  | Niet gekwalificeerd  | Niet gekwalificeerd  |
| 1980   | Niet gekwalificeerd  | Niet gekwalificeerd  | Niet gekwalificeerd  | Niet gekwalificeerd  | Niet gekwalificeerd  | Niet gekwalificeerd  | Niet gekwalificeerd  | Niet gekwalificeerd  |
| 1984   | 6                    | 6                    | 3                    | 1                    | 2                    | 126                  | 122                  | +4                   |
| 1988   | 8                    | 6                    | 2                    | 1                    | 3                    | 125                  | 133                  | −8                   |
| 1992   | 4                    | 7                    | 3                    | 1                    | 3                    | 140                  | 146                  | −6                   |
| 1996   | Niet gekwalificeerd  | Niet gekwalificeerd  | Niet gekwalificeerd  | Niet gekwalificeerd  | Niet gekwalificeerd  | Niet gekwalificeerd  | Niet gekwalificeerd  | Niet gekwalificeerd  |
| 2000   | Niet gekwalificeerd  | Niet gekwalificeerd  | Niet gekwalificeerd  | Niet gekwalificeerd  | Niet gekwalificeerd  | Niet gekwalificeerd  | Niet gekwalificeerd  | Niet gekwalificeerd  |
| 2004   | 9                    | 6                    | 2                    | 0                    | 4                    | 172                  | 183                  | −11                  |
| 2008   | 2                    | 8                    | 4                    | 2                    | 2                    | 242                  | 234                  | +8                   |
| 2012   | 5                    | 6                    | 5                    | 0                    | 1                    | 200                  | 166                  | +34                  |
| 2016   | Niet gekwalificeerd  | Niet gekwalificeerd  | Niet gekwalificeerd  | Niet gekwalificeerd  | Niet gekwalificeerd  | Niet gekwalificeerd  | Niet gekwalificeerd  | Niet gekwalificeerd  |
| 2020   | Niet gekwalificeerd  | Niet gekwalificeerd  | Niet gekwalificeerd  | Niet gekwalificeerd  | Niet gekwalificeerd  | Niet gekwalificeerd  | Niet gekwalificeerd  | Niet gekwalificeerd  |
| 2024   | Toekomstig evenement | Toekomstig evenement | Toekomstig evenement | Toekomstig evenement | Toekomstig evenement | Toekomstig evenement | Toekomstig evenement | Toekomstig evenement |
| Totaal | 7/12                 | 44                   | 20                   | 6                    | 18                   | 1,097                | 1,074                | +23                  |

### Wereldkampioenschap
| Wereldkampioenschap | Wereldkampioenschap  | Wereldkampioenschap  | Wereldkampioenschap  | Wereldkampioenschap  | Wereldkampioenschap  | Wereldkampioenschap  | Wereldkampioenschap  | Wereldkampioenschap  |
| ------------------- | -------------------- | -------------------- | -------------------- | -------------------- | -------------------- | -------------------- | -------------------- | -------------------- |
| 1938                | Niet gekwalificeerd  | Niet gekwalificeerd  | Niet gekwalificeerd  | Niet gekwalificeerd  | Niet gekwalificeerd  | Niet gekwalificeerd  | Niet gekwalificeerd  | Niet gekwalificeerd  |
| 1954                | Niet gekwalificeerd  | Niet gekwalificeerd  | Niet gekwalificeerd  | Niet gekwalificeerd  | Niet gekwalificeerd  | Niet gekwalificeerd  | Niet gekwalificeerd  | Niet gekwalificeerd  |
| 1958                | 10                   | 3                    | 1                    | 0                    | 2                    | 46                   | 57                   | −11                  |
| 1961                | 6                    | 6                    | 2                    | 1                    | 3                    | 85                   | 96                   | −11                  |
| 1964                | 9                    | 3                    | 2                    | 0                    | 1                    | 40                   | 39                   | +1                   |
| 1967                | Niet gekwalificeerd  | Niet gekwalificeerd  | Niet gekwalificeerd  | Niet gekwalificeerd  | Niet gekwalificeerd  | Niet gekwalificeerd  | Niet gekwalificeerd  | Niet gekwalificeerd  |
| 1970                | 11                   | 6                    | 2                    | 0                    | 4                    | 96                   | 112                  | −16                  |
| 1974                | 14                   | 3                    | 0                    | 0                    | 3                    | 48                   | 66                   | −18                  |
| 1978                | 13                   | 3                    | 0                    | 0                    | 3                    | 54                   | 68                   | −14                  |
| 1982                | Niet gekwalificeerd  | Niet gekwalificeerd  | Niet gekwalificeerd  | Niet gekwalificeerd  | Niet gekwalificeerd  | Niet gekwalificeerd  | Niet gekwalificeerd  | Niet gekwalificeerd  |
| 1986                | 6                    | 8                    | 4                    | 0                    | 4                    | 179                  | 188                  | −9                   |
| 1990                | 10                   | 8                    | 2                    | 0                    | 6                    | 166                  | 186                  | −20                  |
| 1993                | 8                    | 8                    | 4                    | 0                    | 4                    | 178                  | 175                  | +3                   |
| 1995                | 14                   | 6                    | 3                    | 0                    | 3                    | 131                  | 132                  | −1                   |
| 1997                | 5                    | 9                    | 7                    | 1                    | 1                    | 236                  | 203                  | +33                  |
| 1999                | Niet gekwalificeerd  | Niet gekwalificeerd  | Niet gekwalificeerd  | Niet gekwalificeerd  | Niet gekwalificeerd  | Niet gekwalificeerd  | Niet gekwalificeerd  | Niet gekwalificeerd  |
| 2001                | 11                   | 6                    | 2                    | 1                    | 3                    | 152                  | 150                  | +2                   |
| 2003                | 7                    | 9                    | 6                    | 0                    | 3                    | 308                  | 234                  | +74                  |
| 2005                | 15                   | 5                    | 2                    | 1                    | 2                    | 154                  | 144                  | +10                  |
| 2007                | 8                    | 10                   | 4                    | 0                    | 6                    | 276                  | 247                  | +29                  |
| 2009                | Niet gekwalificeerd  | Niet gekwalificeerd  | Niet gekwalificeerd  | Niet gekwalificeerd  | Niet gekwalificeerd  | Niet gekwalificeerd  | Niet gekwalificeerd  | Niet gekwalificeerd  |
| 2011                | 6                    | 9                    | 5                    | 0                    | 4                    | 327                  | 294                  | +33                  |
| 2013                | 12                   | 6                    | 3                    | 0                    | 3                    | 181                  | 166                  | +15                  |
| 2015                | 11                   | 6                    | 2                    | 1                    | 3                    | 152                  | 165                  | −13                  |
| 2017                | 14                   | 6                    | 1                    | 2                    | 3                    | 153                  | 152                  | +1                   |
| 2019                | 11                   | 8                    | 3                    | 0                    | 5                    | 207                  | 211                  | −4                   |
| 2021                | 20                   | 6                    | 2                    | 0                    | 4                    | 172                  | 155                  |                      |
| 2023                | Toekomstig evenement | Toekomstig evenement | Toekomstig evenement | Toekomstig evenement | Toekomstig evenement | Toekomstig evenement | Toekomstig evenement | Toekomstig evenement |
| 2025                | Toekomstig evenement | Toekomstig evenement | Toekomstig evenement | Toekomstig evenement | Toekomstig evenement | Toekomstig evenement | Toekomstig evenement | Toekomstig evenement |
| 2027                | Toekomstig evenement | Toekomstig evenement | Toekomstig evenement | Toekomstig evenement | Toekomstig evenement | Toekomstig evenement | Toekomstig evenement | Toekomstig evenement |
| Totaal              | 21/27                | 126                  | 53                   | 7                    | 66                   | 3,014                | 2,946                | +68                  |

### Europees kampioenschap
| Europees kampioenschap | Europees kampioenschap | Europees kampioenschap | Europees kampioenschap | Europees kampioenschap | Europees kampioenschap | Europees kampioenschap | Europees kampioenschap | Europees kampioenschap | Europees kampioenschap |
| Jaar                   | Resultaat              | Wed                    | W                      | G                      | V                      | DV                     | DT                     | DS                     | Kwal                   |
| ---------------------- | ---------------------- | ---------------------- | ---------------------- | ---------------------- | ---------------------- | ---------------------- | ---------------------- | ---------------------- | ---------------------- |
| 1994                   | Niet gekwalificeerd    | Niet gekwalificeerd    | Niet gekwalificeerd    | Niet gekwalificeerd    | Niet gekwalificeerd    | Niet gekwalificeerd    | Niet gekwalificeerd    | Niet gekwalificeerd    | (kwal.)                |
| 1996                   | Niet gekwalificeerd    | Niet gekwalificeerd    | Niet gekwalificeerd    | Niet gekwalificeerd    | Niet gekwalificeerd    | Niet gekwalificeerd    | Niet gekwalificeerd    | Niet gekwalificeerd    | (Kwal.)                |
| 1998                   | Niet gekwalificeerd    | Niet gekwalificeerd    | Niet gekwalificeerd    | Niet gekwalificeerd    | Niet gekwalificeerd    | Niet gekwalificeerd    | Niet gekwalificeerd    | Niet gekwalificeerd    | (Kwal.)                |
| 2000                   | 11                     | 5                      | 0                      | 0                      | 5                      | 121                    | 137                    | −16                    | (kwal.)                |
| 2002                   | 4                      | 10                     | 5                      | 3                      | 2                      | 221                    | 209                    | +12                    | (Kwal.)                |
| 2004                   | 13                     | 3                      | 0                      | 1                      | 2                      | 87                     | 96                     | −9                     | (Kwal.)                |
| 2006                   | 7                      | 8                      | 3                      | 2                      | 3                      | 190                    | 191                    | −1                     | (Kwal.)                |
| 2008                   | 11                     | 8                      | 2                      | 0                      | 6                      | 151                    | 178                    | −27                    | (Kwal.)                |
| 2010                   | 3                      | 8                      | 4                      | 3                      | 1                      | 249                    | 240                    | +9                     | (Kwal.)                |
| 2012                   | 10                     | 6                      | 2                      | 1                      | 3                      | 177                    | 178                    | −1                     | (Kwal.)                |
| 2014                   | 5                      | 7                      | 4                      | 1                      | 2                      | 199                    | 199                    | 0                      | (Kwal.)                |
| 2016                   | 13                     | 3                      | 1                      | 0                      | 2                      | 92                     | 101                    | −9                     | (Kwal.)                |
| 2018                   | 13                     | 3                      | 1                      | 0                      | 2                      | 74                     | 82                     | −8                     | (Kwal.)                |
| 2020                   | 11                     | 7                      | 3                      | 0                      | 4                      | 191                    | 195                    | −4                     | (Kwal.)                |
| 2022                   | Gekwalificeerd         | Gekwalificeerd         | Gekwalificeerd         | Gekwalificeerd         | Gekwalificeerd         | Gekwalificeerd         | Gekwalificeerd         | Gekwalificeerd         | (Kwal.)                |
| 2024                   | Toekomstig evenement   | Toekomstig evenement   | Toekomstig evenement   | Toekomstig evenement   | Toekomstig evenement   | Toekomstig evenement   | Toekomstig evenement   | Toekomstig evenement   | (Kwal.)                |
| 2026                   | Toekomstig evenement   | Toekomstig evenement   | Toekomstig evenement   | Toekomstig evenement   | Toekomstig evenement   | Toekomstig evenement   | Toekomstig evenement   | Toekomstig evenement   | (Kwal.)                |
| 2028                   | Toekomstig evenement   | Toekomstig evenement   | Toekomstig evenement   | Toekomstig evenement   | Toekomstig evenement   | Toekomstig evenement   | Toekomstig evenement   | Toekomstig evenement   | (Kwal.)                |
| Totaal                 | 12/18                  | 67                     | 25                     | 11                     | 32                     | 1,752                  | 1,806                  | −54                    |                        |